# B*Witched
B*Witched ist eine Girlgroup, die in den späten 1990ern vor allem im Vereinigten Königreich mehrere kommerzielle Erfolge erzielen konnte. Die Band besteht aus vier Mitgliedern und stammt aus Irland. 

## Geschichte und Karriere
Die Gruppe hob sich von anderen damals erfolgreichen Künstlern des Genres wie etwa den Spice Girls unter anderem durch die Kombination von irischer Volksmusik mit Popmusik ab. Die vier Singles des Debütalbums – C’est la vie, Rollercoaster, To You I Belong und Blame It On The Weatherman – erreichten jeweils Platz 1 der britischen Charts. Die Singles des zweiten Albums, das 1999 veröffentlicht wurde, erwiesen sich als weniger erfolgreich.
Nachdem Sinéad O’Carroll die Band verlassen hatte, gaben die übrigen Mitglieder im September 2002 die Auflösung bekannt. 
Anfang 2013 kam es durch die vom britischen Fernsehsender ITV2 ausgestrahlten Dokumentation The Big Reunion zur Wiedervereinigung. Über die Plattform PledgeMusic finanzierte die Band mittels Crowdfunding ab 2013 eine neue EP, die Ende April 2014 veröffentlicht wurde. Sie trägt den Namen Champagne or Guinness und beinhaltet insgesamt sechs Tracks.

## Diskografie

### Studioalben
| Jahr | Titel             | Höchstplatzierung, Gesamtwochen, AuszeichnungChartplatzierungen (Jahr, Titel, Platzierungen, Wochen, Auszeichnungen, Anmerkungen) | Höchstplatzierung, Gesamtwochen, AuszeichnungChartplatzierungen (Jahr, Titel, Platzierungen, Wochen, Auszeichnungen, Anmerkungen) | Anmerkungen                            |
| Jahr | Titel             | UK | US | Anmerkungen                            |
| ---- | ----------------- | --- | --- | -------------------------------------- |
| 1998 | B*Witched         | UK3 ×2Doppelplatin · (37 Wo.)UK                                                                                                   | US12 Platin · (29 Wo.)US | Erstveröffentlichung: 12. Oktober 1998 |
| 1999 | Awake and Breathe | UK5 Platin · (12 Wo.)UK | US91 Gold · (10 Wo.)US | Erstveröffentlichung: 18. Oktober 1999 |

### EPs
- 2000: Across America 2000
- 2014: Champagne or Guinness

### Singles
| Jahr | Titel Album                          | Höchstplatzierung, Gesamtwochen, AuszeichnungChartplatzierungen (Jahr, Titel, Album, Platzierungen, Wochen, Auszeichnungen, Anmerkungen) | Höchstplatzierung, Gesamtwochen, AuszeichnungChartplatzierungen (Jahr, Titel, Album, Platzierungen, Wochen, Auszeichnungen, Anmerkungen) | Höchstplatzierung, Gesamtwochen, AuszeichnungChartplatzierungen (Jahr, Titel, Album, Platzierungen, Wochen, Auszeichnungen, Anmerkungen) | Höchstplatzierung, Gesamtwochen, AuszeichnungChartplatzierungen (Jahr, Titel, Album, Platzierungen, Wochen, Auszeichnungen, Anmerkungen) | Anmerkungen                                                                           |
| Jahr | Titel Album                          | DE | AT | UK | US | Anmerkungen                                                                           |
| ---- | ------------------------------------ | --- | --- | --- | --- | ------------------------------------------------------------------------------------- |
| 1998 | C’est la Vie B*Witched               | DE64 (9 Wo.)DE | AT23 (12 Wo.)AT | UK1 ×2Doppelplatin · (19 Wo.)UK | US9 Gold · (15 Wo.)US | Erstveröffentlichung: 25. Mai 1998                                                    |
| 1998 | Rollercoaster B*Witched              | — | — | UK1 Gold · (16 Wo.)UK | US67 (8 Wo.)US | Erstveröffentlichung: 21. September 1998                                              |
| 1998 | To You I Belong B*Witched            | — | — | UK1 Gold · (15 Wo.)UK | — | Erstveröffentlichung: 7. Dezember 1998                                                |
| 1999 | Blame It on the Weatherman B*Witched | DE59 (9 Wo.)DE | AT31 (7 Wo.)AT | UK1 Silber · (12 Wo.)UK | — | Erstveröffentlichung: 15. März 1999                                                   |
| 1999 | Thank ABBA for the Music ABBAmania   | DE97 (1 Wo.)DE | — | UK4 (13 Wo.)UK | — | Erstveröffentlichung: 29. März 1999 mit Billie Piper, Steps, Tina Cousins & Cleopatra |
| 1999 | Jesse Hold On Awake and Breathe      | — | — | UK4 Silber · (14 Wo.)UK | — | Erstveröffentlichung: 4. Oktober 1999                                                 |
| 1999 | I Shall Be There Awake and Breathe   | — | — | UK13 (12 Wo.)UK | — | Erstveröffentlichung: 6. Dezember 1999 feat. Ladysmith Black Mambazo                  |
| 2000 | Jump Down Awake and Breathe          | — | — | UK16 (7 Wo.)UK | — | Erstveröffentlichung: 27. März 2000                                                   |

Weitere Singles
- 2013: Love and Money
- 2014: Champagne or Guinness
- 2014: The Stars Are Ours
- 2019: Hold On
- 2023: Birthday

### Videoalben
- 1999: We Four Girls Are Here To Stay (US: Gold)
- 2000: Jump Up Jump Down Live

## Auszeichnungen für Musikverkäufe
| Goldene Schallplatte - Belgien - 1998: für die Single C’est la Vie - Neuseeland - 1999: für die Single Thank ABBA for the Music - 1999: für das Album Awake and Breathe - Schweden - 1998: für die Single C’est la Vie - 1999: für die Single Thank ABBA for the Music Platin-Schallplatte - Australien - 1998: für die Single C’est la Vie - 1998: für die Single Rollercoaster - 1999: für die Single Thank ABBA for the Music - Europa - 1999: für das Album B*Witched - Kanada - 1999: für das Album B*Witched - Neuseeland - 1998: für die Single C’est la Vie - 1998: für die Single Rollercoaster | 2× Platin-Schallplatte - Australien - 1998: für das Album B*Witched - Neuseeland - 1999: für das Album B*Witched |

Anmerkung: Auszeichnungen in Ländern aus den Charttabellen bzw. Chartboxen sind in ebendiesen zu finden.
| Land/RegionAuszeichnungen für Musikverkäufe (Land/Region, Auszeichnungen, Verkäufe, Quellen) | Silber     | Gold       | Platin       | Verkäufe    | Quellen                   |
| -------------------------------------------------------------------------------------------- | ---------- | ---------- | ------------ | ----------- | ------------------------- |
| Australien (ARIA)                                                                            | —          | —          | 5× Platin5   | 350.000     | aria.com.au               |
| Belgien (BRMA)                                                                               | —          | Gold1      | —            | 25.000      | ultratop.be               |
| Europa (IFPI)                                                                                | —          | —          | Platin1      | (1.000.000) | ifpi.org                  |
| Kanada (MC)                                                                                  | —          | —          | Platin1      | 100.000     | musiccanada.com           |
| Neuseeland (RMNZ)                                                                            | —          | 2× Gold2   | 4× Platin4   | 62.500      | aotearoamusiccharts.co.nz |
| Schweden (IFPI)                                                                              | —          | 2× Gold2   | —            | 30.000      | sverigetopplistan.se      |
| Vereinigtes Königreich (BPI)                                                                 | 2× Silber2 | 2× Gold2   | 5× Platin5   | 2.300.000   | bpi.co.uk                 |
| Vereinigte Staaten (RIAA)                                                                    | —          | 3× Gold3   | Platin1      | 2.050.000   | riaa.com                  |
| Insgesamt                                                                                    | 2× Silber2 | 10× Gold10 | 17× Platin17 |             |                           |